# Under the Iron Sea
Under the Iron Sea (deutsch Unter dem eisernen Meer) ist das zweite Studioalbum der englischen Band Keane und wurde am 12. Juni 2006 veröffentlicht. In Großbritannien erreichte das Album in der ersten Woche die Spitze der Charts und belegte dort den 19. Platz der am meisten verkauften Alben des Jahres 2006. Auch in den USA schafften Keane mit diesem Album den Durchbruch und erreichten in der ersten Woche den vierten Platz, während es sich in Deutschland auf der dritten Position platzieren konnte.

## Hintergrundinformationen
Nach dem Erfolg des Debütalbums Hopes and Fears ging die Band auf interkontinentale Tournee, die bis Ende 2005 andauerte. Während dieser Zeit komponierte Pianist Tim Rice-Oxley etliche neue Titel, von denen schließlich zwölf den Weg auf das neue Album fanden. Bereits Ende 2004, noch lange vor der Veröffentlichung, wurden die Tracks Nothing in My Way und Hamburg Song auf Livekonzerten gespielt. Der Song Try Again gab im Januar 2005 sein Debüt.
Musikalisch orientiert sich das Album am britischen Piano-Rock/Pop und setzt erneut auf die Abstinenz von Gitarren. Der halb-akustische E-Flügel Yamaha CP80 ist für Rice-Oxley nach wie vor das bestimmende Instrument, wenngleich er den Klang im Gegensatz zum ersten Album mit unterschiedlichen Effektgeräten entscheidend veränderte. Er kombinierte meist verschiedene Verzerrungseffekte und Flanger miteinander, sodass der typische Klang für Tracks wie Crystal Ball oder Nothing In My Way entstand. In dem Song Is It Any Wonder? wird zudem zusätzlich ein Wah-Wah-Effektgerät benutzt, was im Intro deutlich zu hören ist. Zudem wurde vermehrt mit Disharmonien und ungewohnten Akkordwechseln gearbeitet, erkennbar in Titeln wie Atlantic und Broken Toy. Für Hintergrundeffekte wurde der virtuell-analoge Synthesizer Clavia Nord Lead 2X genutzt.
Der Name des Albums wurde von einer Textzeile des Tracks Crystal Ball inspiriert: „I’ve lost my heart, I buried it too deep, under the iron sea.“ Das Album entstand in einer für die Band schwierigen Phase, in der insbesondere interne Konflikte zwischen Sänger Tom Chaplin und Pianist Tim Rice-Oxley während der gemeinsamen Tour prägend für einige Titel waren. Im britischen Q Magazine beschrieb Rice-Oxley 2007 sein Verhältnis zum Titel Hamburg Song, mit dem er seiner Aussage nach auch die angeschlagene Freundschaft zu Chaplin verarbeitete.
Sanna Annukka, eine Künstlerin aus Brighton, kreierte das Cover für das Album. Ihre unterschiedlichen, futuristischen Schablonen-Figuren waren danach auch auf den Covern der Singleauskopplungen zu sehen.
Neben der Standardversion des Albums ist auch eine Special Edition in Buchform erschienen. Sie enthält neben den 12 Titeln die Demoversionen der Albumsongs und beinhaltete eine DVD mit weiteren Hintergründen, unter anderem auch eine kurze Dokumentation über die Entstehung des Albums.

## Kritiken
Das Album bekam gute Kritiken, da viele Fachleute der Ansicht waren, dass die Band die Qualität des Debütalbums erhalten und gleichzeitig mit neuen Klängen überraschen konnte. So heißt von Seiten des Musikexpress über Keane: „Ihr melodramatischer Tasten-Pop hat weltweit über vier Millionen Käufer gefunden und ein halbes Dutzend Hits hervorgebracht. Das zweite Album setzt einerseits auf das bewährte Füllhorn an Harmonie, birgt andererseits aber auch spannende Neuerungen. Während Tom Chaplin noch immer mit unbekümmerter Große-Jungen-Stimme singt, mutiert Tim Rice-Oxley zum Tasten-Zauberer, der den kreativen Horizont des Trios auslotet. Etwa das wuchtige Is It Any Wonder? , das an Elevation von U2 erinnert, und das fast schon Industrial-mäßige Instrumental The Iron Sea. In der Übermacht sind aber euphorische Pop-Hymnen mit Ohrwurm-Garantie (Nothing in My Way, Leaving So Soon, Put It Behind You), die vor Optimismus nur so strotzen.“

Kulturnews.de spricht auch die Vergangenheit der Band an: „Nie klang Selbsttherapie so süffisant wie auf dem zweiten Album der britischen Shootingstars: Zwölf opulente, melodramatische Popsongs über die Entbehrungen des Tourlebens, den Irrsinn des Musikgeschäfts und die internen Spannungen der letzten Jahre. Ein netter experimenteller Ansatz, der selbst solche Momente erträglich macht, in denen das Trio ganz unverblümt auf den Spuren von U2 und Coldplay wandelt.“

## Titelliste

### Standardversion (2006)
1. Atlantic (Tim Rice-Oxley, Tom Chaplin, Richard Hughes) – 4:13
2. Is It Any Wonder? (Rice-Oxley, Chaplin, Hughes) – 3:06
3. Nothing in My Way (Rice-Oxley, Chaplin, Hughes) – 4:00
4. Leaving So Soon? (Rice-Oxley, Chaplin, Hughes) – 3:59
5. A Bad Dream (Rice-Oxley, Chaplin, Hughes) – 5:06
6. Hamburg Song (Rice-Oxley, Chaplin, Hughes) – 4:37
7. Put It Behind You (Rice-Oxley, Chaplin, Hughes) – 3:36
8. The Iron Sea (Rice-Oxley, Chaplin, Hughes) – 2:57
9. Crystal Ball (Rice-Oxley, Chaplin, Hughes) – 3:53
10. Try Again (Rice-Oxley, Chaplin, Hughes) – 4:27
11. Broken Toy (Rice-Oxley, Chaplin, Hughes) – 6:07
12. The Frog Prince (Rice-Oxley, Chaplin, Hughes) – 4:22
13. Let It Slide (Rice-Oxley, Chaplin, Hughes) – 4:12 [Japanese Bonus Track]

### Bonus-DVD
Videos
1. Recording Under the Iron Sea – 23:55
2. Atlantic (Extended Version) – 6:01
3. Is It Any Wonder? – 3:01
4. Making of Is It Any Wonder – 7:50

Demo- und Liveversionen der Albumtracks
1. Atlantic (Demo 29. Januar 2005) – 4:15
2. Is It Any Wonder? (Demo 31. März 2005) – 2:58
3. Nothing in My Way (Live from Aragon Theater, Chicago 19. Mai 2005) – 4:10
4. Leaving So Soon? (Demo 29. Oktober 2005)
5. A Bad Dream (Demo 7. Juli 2005)
6. Hamburg Song (Live From Aragon Theater, Chicago 19. Mai 2005)
7. Put It Behind You (Demo 9. Januar 2005)
8. The Iron Sea (Helioscentric Recording Session 9. April 2005)
9. Crystal Ball (Demo 7 July 2005)
10. Try Again (Live From Aragon Theater, Chicago 19. Mai 2005)
11. Broken Toy (Demo 30. August 2005) – 5:39
12. The Frog Prince (Demo 7. Juli 2005) – 3:44

## Chartplatzierungen
| ChartsChartplatzierungen       | Höchstplatzierung | Wochen |
| ------------------------------ | ----------------- | ------ |
| Deutschland (GfK)              | 3 (19 Wo.)        | 19     |
| Österreich (Ö3)                | 4 (13 Wo.)        | 13     |
| Schweiz (IFPI)                 | 2 (16 Wo.)        | 16     |
| Vereinigtes Königreich (OCC)   | 1 (41 Wo.)        | 41     |
| Vereinigte Staaten (Billboard) | 4 (14 Wo.)        | 14     |

## Auszeichnungen für Musikverkäufe
| Land/Region                  | Auszeichnungen für Musikverkäufe (Land/Region, Auszeichnung, Verkäufe) | Verkäufe  |
| ---------------------------- | ---------------------------------------------------------------------- | --------- |
| Argentinien (CAPIF)          | Gold                                                                   | 20.000    |
| Europa (IFPI)                | Platin                                                                 | 1.000.000 |
| Irland (IRMA)                | Platin                                                                 | (15.000)  |
| Niederlande (NVPI)           | Gold                                                                   | (30.000)  |
| Portugal (AFP)               | Gold                                                                   | (20.000)  |
| Schweiz (IFPI)               | Gold                                                                   | (20.000)  |
| Vereinigtes Königreich (BPI) | 3× Platin                                                              | (900.000) |
| Insgesamt                    | 4× Gold · 5× Platin ·                                                  | 1.020.000 |